# Firmiana hainanensis
Firmiana hainanensis là một loài thực vật có hoa thuộc họ Sterculiaceae.
Loài này chỉ có ở Trung Quốc.
Chúng hiện đang bị đe dọa vì mất môi trường sống.